# Osmar Schindler

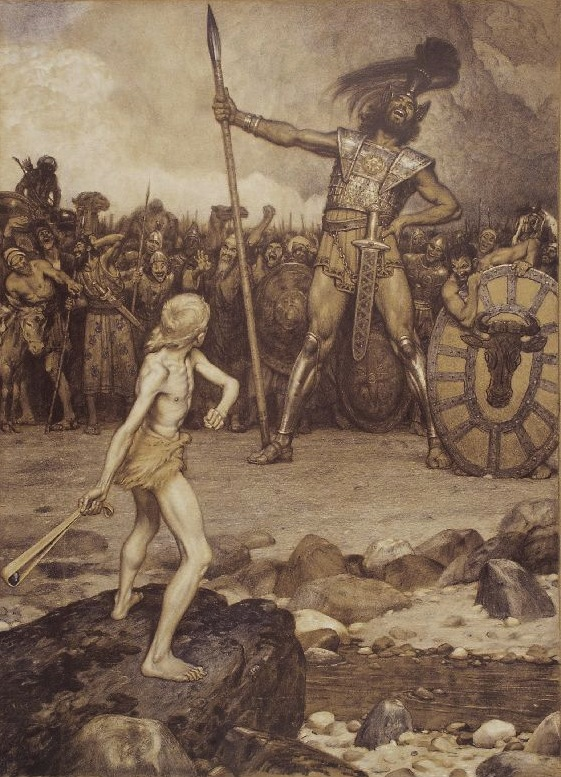
David y Goliat (1888), de Osmar Schindler

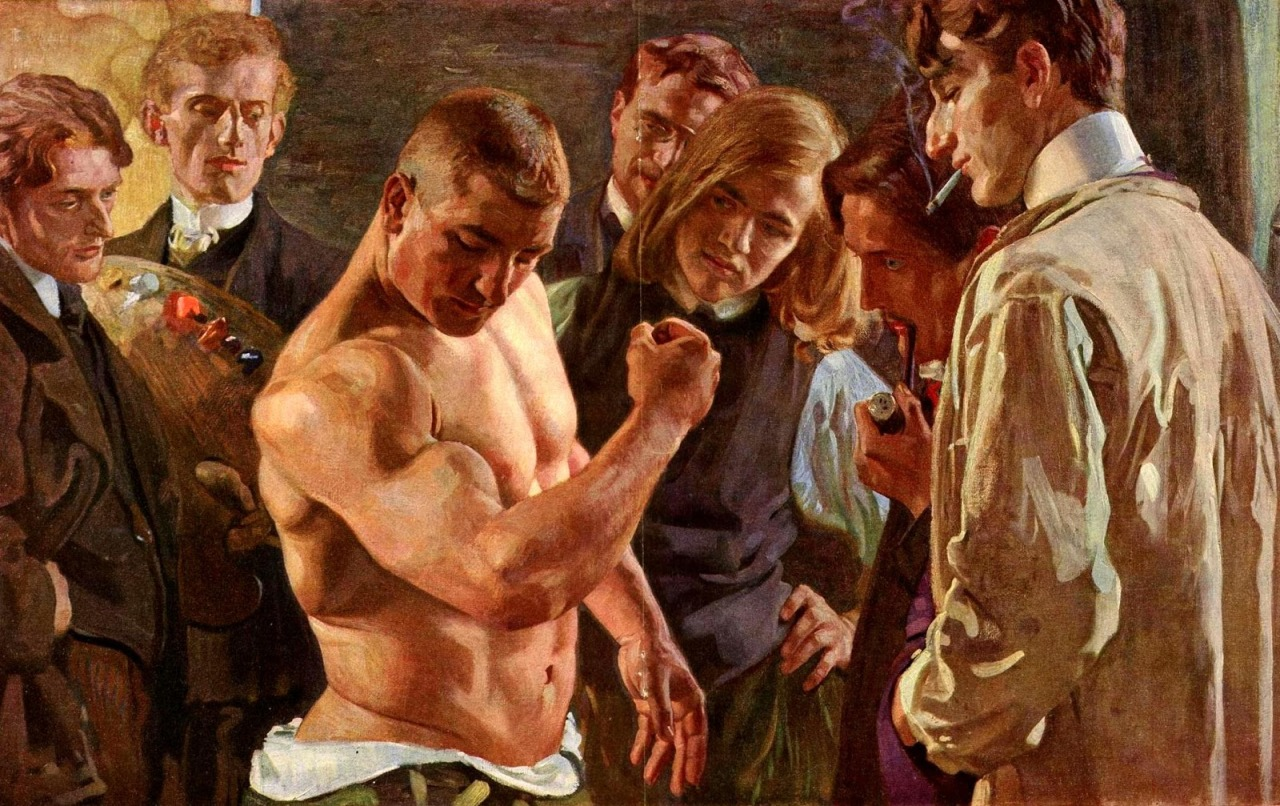
Osmar Schindler, Exhibición de fuerza, 1907

Osmar Schindler (Burkhardtsdorf, Reino de Sajonia, Imperio alemán, 21 de diciembre de 1867 - Wachwitz, 19 de junio de 1927) fue un pintor alemán, vinculado a la Escuela Superior de Bellas Artes de Dresde. Pintó paisajes, composiciones históricas y religiosas y obras figurativas muy variadas. También decoró el interior de varios edificios. Su obra está influida por el Impresionismo y por el Modernismo.

## Biografía
Nació en el pueblo de Burkhardtsdorf. Su familia se trasladó en 1876 a la pequeña ciudad de Bischofswerda, situada a 33 km al este de Dresde. En 1878 quedó huérfano de padre. Pudo estudiar en la Escuela Superior de Bellas Artes de Dresde gracias al apoyo de un tío suyo. En Dresde recibió clases de Ferdinand Pauwels y Leon Pohle. Entre los alumnos, Schindler tuvo como condiscípulos a Sascha Schneider y Hans Unger.
Viajó por Bélgica, los Países Bajos, Francia e Italia. En 1895 se estableció definitivamente en Alemania y en 1900 consiguió un puesto de profesor en la Escuela Superior de Bellas Artes de Dresde, donde enseñó hasta 1924. Entre sus alumnos están George Grosz, Karl Hanusch, Bernhard Kretzschmar, Paul Wilhelm y Hanns Georgi.
Schindler participó en la Exposición Internacional de Arte de Dresde (1897). Fue miembro de la asociación Deutscher Künstlerbund (Liga de Artistas Alemanes).
En la Galería de Nuevos Maestros del Albertinum de Dresde se conservan algunas de sus obras más famosas, como David y Goliath (1888), Im Kumtlampenschein (1901) o Muskelspiel (1907). En la Galería de Arte de Dresde (Städtische Galerie) se exhiben dos importantes retratos, el del ingeniero Christian Otto Mohr y el de Herman Prell, profesor de la Escuela Superior de Bellas Artes de Dresde. Entre sus obras religiosas, está el monumental altar con un crucificado (1905-1907) de la iglesia de Cristo de Klotzsche (Dresde); el Cristo, salvación del mundo (1905-1907 de la iglesia luterana de Chemnitz; Jesús con los peregrinos de Emaús (1914)  en la iglesia de Emaús de Potschappel (Freital) o el Cristo, luz del mundo (1927) de la sacristía de la iglesia de Cristo de Bischofswerda (1927, inacabada).
Según el historiador Peter Marschall, es muy interesante e icónica el grabado de Osmar Schindler del episodio del clavado de las Noventa y cinco tesis de Lutero (conocido en alemán como Thesenanschlag). Lo realizó en 1917 para conmemorar el cuarto centenario de tal acontecimiento histórico.

## Polémica
Su obra Imprecaciones a Cristo, expuesta en la iglesia luterana de Fischerhude, fue acusada por un visitante de degradar a los personajes judíos y de contener un mensaje antisemita. La junta parroquial estudió el caso y rechazó tal acusación, por lo que la mantuvo a la vista de los fieles.